# Tomás Iwasaki
Pour les articles homonymes, voir Iwasaki.
Tomás Iwasaki Espinoza (13 novembre 1937 – 23 avril 2020) est un footballeur péruvien d'origine japonaise qui jouait au poste d'attaquant. Il a notamment participé aux Jeux olympiques de 1960 à Rome.

## Biographie

### Carrière en club
Tomás Iwasaki arrive à 19 ans à l'Universitario de Deportes, en 1957. Mais ce n'est que deux ans plus tard qu'il y fait ses débuts comme joueur professionnel. Il remporte deux fois consécutivement le championnat du Pérou en 1959 et 1960 au sein d'une équipe ayant des joueurs de renom comme Daniel Ruiz La Rosa, Luis Cruzado ou Ángel Uribe,. Néanmoins, avec peu de temps de jeu avec l'Universitario, il décide en 1962 de tenter sa chance à l'Atlético Grau de Piura (nord du Pérou) où il rejoint son frère, Mario Iwasaki, lui aussi footballeur. 
Il revient à Lima en 1965 afin de jouer au Deportivo Municipal, puis retourne en 1967 à l'Universitario où il est champion du Pérou pour la troisième fois. Iwasaki termine sa carrière en jouant pour des équipes récemment promues, le KDT Nacional en 1968, puis le Deportivo SIMA en 1970.

### Carrière en équipe nationale
Dès sa première année de footballeur professionnel, il est repéré par le sélectionneur du Pérou de l'époque, le Hongrois György Orth, qui le convoque pour disputer le Championnat sud-américain de 1959 en Argentine. Il ne joue qu'un seul match, lorsqu'il remplace Miguel Loayza face au Paraguay, le 2 avril 1959 (défaite 1-2).
Orth l'intègre à l'équipe du Pérou olympique qui participe aux Jeux olympiques de 1960 à Rome, tournoi où il marque un but face à l'Inde, le 1er septembre 1960 (victoire 3-1).
Iwasaki joue en équipe A jusqu’en 1966. Il possède cinq capes avec sa sélection (aucun but marqué).

### Décès
Retiré du monde du football, Tomás Iwasaki s'éteint le 23 avril 2020 à l'âge de 82 ans.

## Palmarès
Universitario de Deportes
- Championnat du Pérou (3) :
  - Champion : 1959[1], 1960[2] et 1967[5].